# اینیاتسیو کولناگی
اینیاتسیو کولناگی (ایتالیایی: Ignazio Colnaghi؛ ‏ ۲ فوریهٔ ۱۹۲۴ – ۲۵ نوامبر ۲۰۱۷) بازیگر اهل ایتالیا بود.
از فیلم‌ها یا مجموعه‌های تلویزیونی که وی در آن‌ها نقش داشته است، می‌توان به مارکو ویسکونتی اشاره نمود.